# Municipio de East Mahoning
El municipio de East Mahoning (en inglés: East Mahoning Township) es un municipio ubicado en el condado de Indiana en el estado estadounidense de Pensilvania. En el año 2000 tenía una población de 1.196 habitantes y una densidad poblacional de 14.7 personas por km².

## Geografía
El municipio de East Mahoning se encuentra ubicado en las coordenadas 40°47′00″N 78°59′59″O / 40.78333, -78.99972.

## Demografía
Según la Oficina del Censo en 2000 los ingresos medios por hogar en la localidad eran de $28,700 y los ingresos medios por familia eran de $33,523. Los hombres tenían unos ingresos medios de $28,906 frente a los $20,795 para las mujeres. La renta per cápita de la localidad era de $13,168. Alrededor del 19,3% de la población estaba por debajo del umbral de pobreza.